# Castell de Norviliškės
El Castell de Norviliškės (en lituà: Norviliškių pilis), també anomenat Norviliškės Manor, és un antic monestir d'estil renaixentista a Norviliškės, Lituània a prop de la frontera amb Belarús.
El castell de Norviliškės s'esmenta per primera vegada el 1586. El 1617 els propietaris van donar part de la terra als franciscans. Prop de 1745 es va construir un monestir i una església d'estil renaixentista. El monestir va ser reconstruït a la fi del segle xviii per Kaminskis Kazimieras. Després de la revolta de novembre de 1831, les autoritats russes van tancar el monestir i el van convertir en caserna de soldats, i més tard en un internat per a nenes. L'Església de Santa Maria Mare Compassiva es va tancar al mateix temps que el monestir. Una nova església de fusta va ser construïda el 1929.
Durant molt de temps, l'antiga mansió va quedar abandonada. L'any 2005, la seva reconstrucció va ser iniciada per un empresari, Giedrius Klimkevičius, de Vílnius.